# Rourea frutescens
Rourea frutescens é uma espécie  de planta com flor pertencente à família Connaraceae.
A autoridade científica da espécie é Aubl., tendo sido publicada em Histoire des Plantes de la Guiane Françoise 1: 467, t. 187. 1775.

## Brasil
Esta espécie  é nativa e não endémica do Brasil, podendo ser encontrada na Região Norte. Em termos fitogeográficos pode ser encontrada no domínio da Amazônia.
Não ocorrem táxons infra-específicos no Brasil.